# Afgrund
Afgrund ist eine multinationale Grindcore-Band, die im Jahr 2006 gegründet wurde. Ihre Mitglieder kommen aus Schweden, Finnland, Österreich und Italien.

## Geschichte
Die Band wurde im Jahr 2006 von Gitarrist und Sänger Andreas Baier, Schlagzeuger Olle Ferner und Bassist Patrik Howe in Schweden gegründet. Kurz nach der Gründung nahmen sie ihr erstes Demo auf, das den Namen Hjärtslag och Djupa Andetag trug und noch im selben Jahr veröffentlicht wurde. Kurz vor einer Tour durch Polen, verließ Schlagzeuger Olle Ferner die Band und wurden durch den Finnen Panu Posti ersetzt. Im Frühling 2007 erschien ihr Debütalbum Svarta Dagar, sowie eine Split-Veröffentlichung mit Relevant Few. Beide Tonträger erschienen bei Lifestage Productions. Im Herbst kam als Bassist der Italiener Enrico Marchiori zur Besetzung, sodass Howe nun als zweiter Gitarrist in der Band vertreten war. Danach folgte eine Tour durch Europa zusammen mit Squash Bowels. Im Frühling 2008 wurde Svarta Dagar über das US-amerikanische Label Emetic Records wiederveröffentlicht. Im Mai 2008 folgte eine Tour durch die USA mit Skarp und Phobia. Im Anschluss verließ Howe die Band. Im Sommer trat die Band auf diversen Festivals auf und spielte Konzerte in ganz Europa. Im September schloss sich eine Tour mit Ablach durch Großbritannien an. Im Herbst erreichte die Gruppe einen Vertrag mit Willowtip Records. Bei diesem Label erschien 2009 ihr nächstes Album Vid Helvetets Grindar. Im Jahr 2012 trat die Band auf dem Tuska Open Air Metal Festival auf. Für Ende Juli ist die Veröffentlichung des nächsten Albums The Age of Dumb geplant.

## Stil
Die Band spielt abwechslungsreichen Grindcore, der vor allem in seiner Geschwindigkeit variiert. Die Band wird mit anderen Bands des Genres wie Nasum und Rotten Sound verglichen.

## Diskografie
- 2006: Hjärtslag och Djupa Andetag (Demo, kein Label)
- 2007: Split-Album mit Relevant Few (Lifestage Productions)
- 2007: Svarta Dagar (Lifestage Productions)
- 2009: Vid Helvetets Grindar (Willowtip Records)
- 2012: The Age of Dumb (Willowtip Records)
- 2013: Corporatocracy (EP, Willowtip Records)
- 2015: Barely a Live (EP, EM Records)
- 2018: The Dystopian (Selfmadegod Records)